# Эластические волокна
Эластические волокна составлены из неупорядоченных сплетений фибрилл эластина вокруг микрофибриллярной сердцевины, состоящей из кислого гликопротеина (фибриллина). Такая структура обеспечивает уникальную эластичность этих волокон, которые широко распространены в соединительной ткани, особенно в коже, легких и кровеносных сосудах. Эластические волокна окрашиваются в черный цвет специальными красителями (например, орсеином).
Эластин разрушается эластазой, которую могут выделять бактерии и клетки в очаге воспаления. Эластин, как и коллаген, имеет тенденцию к дистрофии при старении.

## Свойства эластических волокон
- высокая эластичность
- незначительная прочность
- устойчивость к кислотам и щелочам
- при погружении в воду не набухают
- толщина 1-2 мкм
- отсутствует поперечная исчерченность
- разветвляются и соединяются друг с другом, образуя сеть

## Химический состав
- белок-эластин
- гликопротеины

Оба компонента синтезируются и выделяются фибробластами, а в стенке сосудов — гладкомышечными клетками.

## Структурная организация
- центральная часть - аморфный компонент из молекул эластина
- периферическая часть - мелкофибриллярная сеть